# Yudaris Sánchez
Yudaris Sánchez Rodríguez (ur. 15 listopada 1997) – kubańska zapaśniczka walcząca w stylu wolnym. Olimpijka z Tokio 2020, gdzie zajęła dwunaste miejsce w kategorii 68 kg.
Piętnasta na mistrzostwach świata w 2018 i 2019. Brązowa medalistka igrzysk panamerykańskich w 2019 i piąta w 2015. Złota medalistka mistrzostw panamerykańskich w 2015 i 2018, a srebrna w 2016, 2019 i 2020. Triumfatorka igrzysk Ameryki Środkowej i Karaibów w 2018. Wicemistrzyni świata juniorów w 2017. Mistrzyni świata U-23 w 2018; trzecia w 2017 roku.